# Buceo de saturación

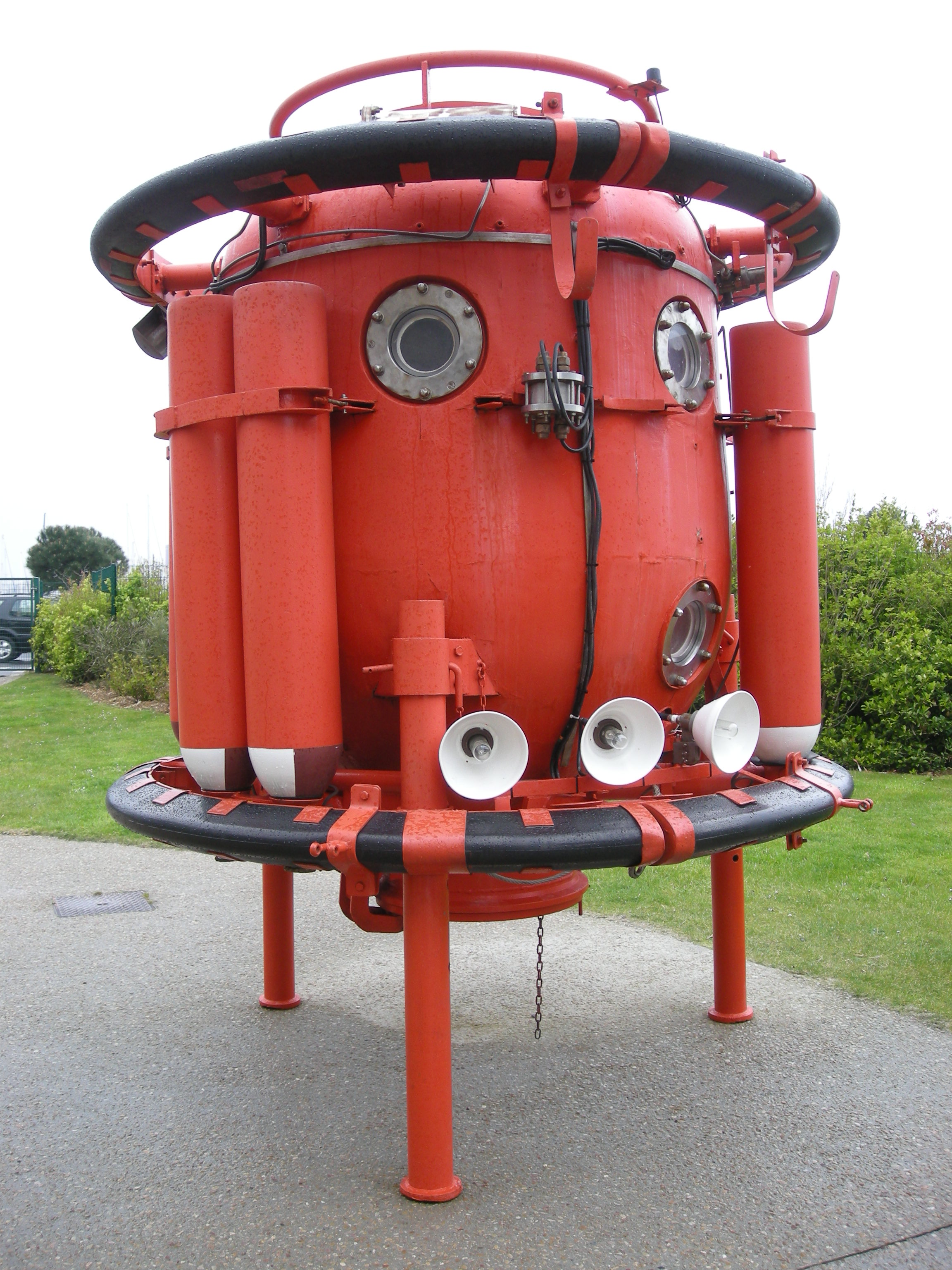
Campana de buceo

El buceo de saturación es un tipo de buceo que permite a los buzos permanecer a la presión de trabajo durante largos periodos de tiempo en cualquier medio hiperbárico. Cualquier obra de ingeniería en las profundidades del mar, se beneficia con este tipo de buceo, pues, los trabajadores tienen la posibilidad de vivir en el fondo del mar, es decir, no tienen la necesidad de salir cada día a la superficie para luego volver a entrar. Esto es una gran ventaja en términos de ahorro de tiempo y riesgo, pues el proceso de descompresión y compresión es largo y peligroso. Este tipo de buceo, es practicado por muy pocas personas debido a su complejidad y alto riesgo.

## Historia
Uno de los puntos claves del buceo técnico y del buceo de saturación, es la reacción del cuerpo cuando está expuesto a niveles altos de presión atmosférica. En el mar, la presión aumenta una atmósfera (o bar) cada 10 metros, lo que hace que al descender se disuelvan una gran cantidad de gases en la sangre y en las células. En el momento en que se va a ascender a la superficie -debido a que los tejidos corporales están comprimidos y algunas veces saturados, es decir, han absorbido la máxima cantidad posible de gas a esa profundidad- se debe hacer un ascenso cuidadoso, dividido en etapas de descompresión, en donde se respiran mezclas de gases como nitrógeno, hidrógeno, helio y oxígeno dependiendo de la profundidad. Si se ascendiera sin estas etapas y con oxígeno puro, podría haber intoxicación o graves enfermedades de compresión como convulsiones o desorientación.
El buceo de saturación consiste en un «hábitat» para los buzos que tienen que trabajar a profundidades que llegan hasta los 500 metros.  Este hábitat consiste de varias cámaras presurizadas en dónde los buzos viven mientras trabajan en la obra submarina. Estas cámaras estas conectadas por tubos que ayudan a que los buzos se desplacen. Por lo general hay una cámara en la superficie en dónde se controla cada detalle de las cápsulas submarinas, desde donde se surte la cantidad necesaria de gases para cada buzo, y se controla la presión de las cabinas o la temperatura de los trajes de los buzos cuando están fuera de las cápsulas.
Aunque el buceo de saturación no es del todo saludable para los buzos, es la mejor manera que se ha inventado para estar a profundidades del mar, pues involucra sólo una compresión y solo una descompresión, lo cual, para los buzos es el punto más crucial de la actividad.